# 玉置一徳
玉置 一徳（玉置 一德、たまき いっとく、1912年7月3日 - 1978年11月26日）は、日本の政治家。衆議院議員（5期）。京都府相楽郡加茂町出身。息子は、民主党元衆議院議員の玉置一弥。

## 経歴
桃山中学校、第四高等学校を経て、1936年に京都帝国大学法学部卒業。浅野セメントに入社するも兵役で中国各地を渡る。1943年除隊となり、朝鮮の鉱山会社勤務時に終戦を迎える。
戦後、農業を経て日本社会党結成に参加。相楽郡選出の京都府議を経て1960年の第29回衆議院議員総選挙で民主社会党公認で旧京都2区に立候補し初当選。以後通算当選5回。国対畑を歩み、党国会対策副委員長、国対委員長を歴任した。
議員在職中の1978年11月26日、胸部大動脈瘤破裂により死去した。66歳没。同月28日、特旨を以て位を七級追陞され、死没日付をもって正四位勲二等に叙され、旭日重光章を追贈された。追悼演説は同年12月22日の衆議院本会議で、前尾繁三郎により行われた。
玉置一徳の死去により欠員が2名となった事から、翌1979年1月14日に京都2区の補欠選挙が実施されることになり、息子である一弥が民社党公認で立候補し初当選、地盤を継承した。

## 年譜
- 1951年5月京都府議会議員当選、以後3期務める。京都府農業共済連合会会長などを歴任。
- 1960年1月民社党結成に参加。11月第29回衆議院議員総選挙にて初当選。民社党唯一の新人議員であった。
- 1977年11月、民社党国対委員長就任。
- 1978年11月、党国対委員長、衆議院議員在職のまま死去。